# Kafka Albert
Kafka/Kaffka Albert Antal (Budapest, 1902. június 5. – Budapest, 1932. április 27.) magyar festőművész.

## Életpályája
A budapesti Magyar Képzőművészeti Főiskola hallgatója volt Rudnay Gyula tanítványaként 1924–1930 között.1926-ban részt vett Rudnay Gyula szegedi művésztelepének kiállításán. 1927-ben a makói művésztelepen szerepelt. 
Dolgozott Hódmezővásárhelyen és Budapesten is. A Nemzeti Szalonban szerepelt tájképeivel.
Sírja az Óbudai temetőben található.

## Családja
Szülei: Kafka Emil Antal és Holzbauer Alojzia voltak.